# Европска година културног наслеђа
Европска комисија је 2018. годину прогласила Европском годином културног наслеђа. Иницијатива се спроводи под слоганом „Наше наслеђе: тамо где се прошлост сусреће са будућношћу“ на целокупном европском културном простору, а активности се одвијају на свим нивоима: европским, националним, регионалним и локалним. Основна намера је укључивање што већег броја грађана и грађанки у догађаје који подстичу дељење и уважавање европског културног наслеђа као заједничког ресурса у циљу подизања свести о заједничкој историји и вредностима, као и оснаживање осећаја припадности заједничком, европском простору. 
У наслеђе се убрајају културни идентитет, вредности и традиције наслеђене од претходних генерација, које живе и данас, и које се преносе на будуће генерације. Обухвата архитектонско и споменичко наслеђе, историјска и археолошка налазишта, музејске објекте, народне обичаје, спорт, језик, музику, плес, фолклор, занате и вештине, као и природно наслеђе, као што су пејзажи, станишта дивљег живота и биодиверзитет.
Одлуком (ЕУ) о обележавању Европској години културног наслеђа (2018) бр. 2017/864 Европског парламента и Савета донете 17. маја 2017. године, утврђени су општи и посебни циљеви обележавања Европске године културног наслеђа. 
Општи циљеви:
1) Културно наслеђе као кључна компонента културне разноликости и интеркултурног дијалога; 2) Допринос културног наслеђа привреди; 3) Културно наслеђе као саставни део односа између ЕУ и трећих земаља;
Посебни циљеви:
1) Приступ културном наслеђу усмерен на људе, који је инклузиван, напредан, интегрисанији, одржив и међусекторски; 2) Иновативни модели партиципативног руковођења и управљања културним наслеђем; 3) Вођење дискусија и истраживање квалитета заштите, очувања, иновативне поновне употребе и унапређења културног наслеђа; 4) Културно наслеђе доступно свима; 5) Истраживање и иновације за културно наслеђе, израда статистике; 6) Синергија између политика у области културног наслеђа и политика очувања животне средине; 7) Регионалне и локалне стратегије развоја и одрживи туризам; 8) Управљање вештинама и знањем и трансфер вештина и знања у сектору културног наслеђа; 9) Културно наслеђе као извор инспирације за савремено стваралаштво и иновације; 10) Образовање и целоживотно учење; 11) Интеркултурни дијалог, постконфликтно помирење и спречавање конфликата; 12) Истраживање и иновације у вези са културним наслеђем; 13) Спречавање незаконите трговине културним добрима; 14) Усредсређеност на догађаје из 2018. године који имају симболички значај за историју Европе и културно наслеђе.
У Србији се Европска година културног наслеђа обележава кроз низ иницијатива, програма и пројеката означеним етикетом Европске комисије која је посебно дизајнирана за Европску годину културног наслеђа. 
Европска година културног наслеђа је више од низа узбудљивих догађаја који се одвијају широм Европе. Она такође представља време у коме ће људи који брину за заједничко културно наслеђе на европском, националном, регионалном и локалном нивоу позитивно утицати на начин на који га штитимо и уживамо у њему, градећи легат европске године. Такви колективни напори ће пружити озбиљну основу за будућу улогу културног наслеђа у Европи након 2018. године
Обележавање укључује:
1) Дугорочне иницијативе за културно наслеђе - 10 европских иницијатива европске године
Како би се осигурала одрживост идеје ЕГКН и након 2018. године, Европска комисија је заједно с кључним партнерима покренула 10 европских иницијатива за Европску годину културног наслеђа. Свака иницијатива обухвата неколико дугорочних акција и пројеката везаних за одређене теме као што је одрживи културни туризам или вештине потребне за бављење културним наслеђем. Свих 10 европских иницијатива одговарају на 4 кључна начела ЕГКН 2018: ангажман, одрживост, заштита и иновације. Укључују различите аспекте наслеђа и пружају оквир за европски међусекторски и холистички приступ културној баштини. 
10 европских иницијатива европске године су: заједничко наслеђе, наслеђе у школи, млади за наслеђе, наслеђе у транзицији, туризам и наслеђе, неговање баштине, наслеђе у ризику, вештине важне за бављење баштином, сви за наслеђе, наука о наслеђу. 
2) Пројекте финансиране из средстава ЕУ
У оквиру програма Креативна Европа, Европска комисија је покренула посебан позив за европске пројекте сарадње током 2018. године како би подржала пројекте у области културног наслеђа који доприносе остваривању циљева Европске године културног наслеђа. Установе и организације из Србије учествују у девет пројеката који су суфинансирани кроз овај конкурсни позив.